# Burg Aidenbach

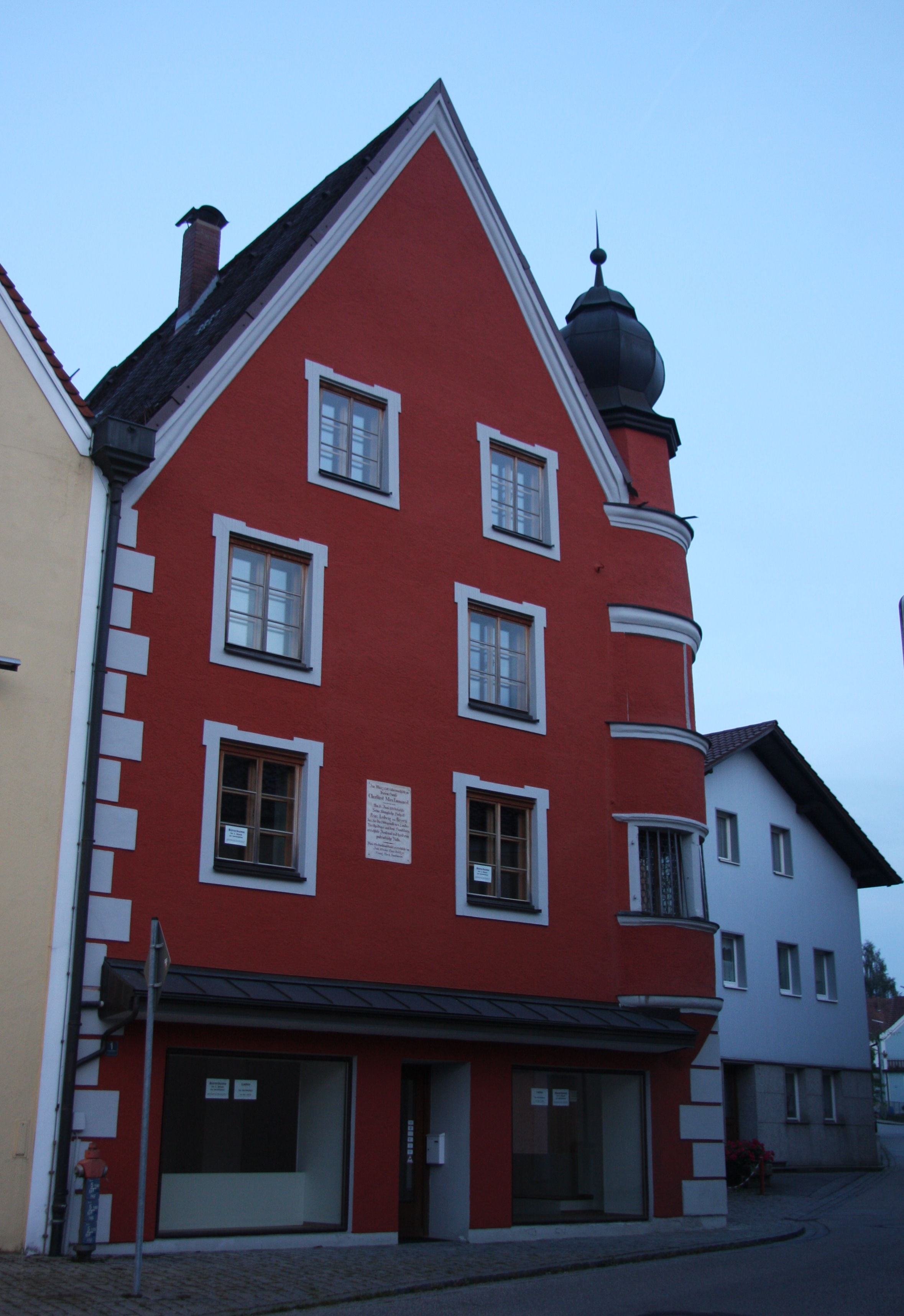
Gunzingerhaus in Aidenbach

Die Burg Aidenbach ist eine abgegangene Burg in Aidenbach, einem Markt im niederbayerischen Landkreis Passau. Das heute von anderen Häusern überbaute Burggelände liegt am östlichen Ende des Marktplatzes, etwa 50 m südlich der Pfarrkirche St. Agatha. Die Anlage wird als Bodendenkmal unter der Aktennummer D-2-7444-0115 im Bayernatlas als „untertägige mittelalterliche und frühneuzeitliche Befunde und Funde im Bereich des teilweise abgegangenen Adelssitzes von Aidenbach“ geführt. Ebenso ist sie unter der Aktennummer D-2-75-112-7 als denkmalgeschütztes Baudenkmal von Schönau verzeichnet.

## Geschichte
1120 wird Aidenbach als Sitz eines Ortsadelsgeschlechts erwähnt. Im 13. Jahrhundert war es im Besitz der Grafen von Hals und erhielt in dieser Zeit auch seine Marktfreiheit. In der Folgezeit kam Aidenbach an die Landgrafen von Leuchtenberg, 1423 an die Frauenberg und 1508 gemeinsam mit Haidenburg an Alban von Closen. In der zweiten Hälfte des 18. Jahrhunderts wurde Aidenbach an die Grafen von Taufkirchen vererbt und wurde zuletzt von der Freifrau von Aretin erworben.

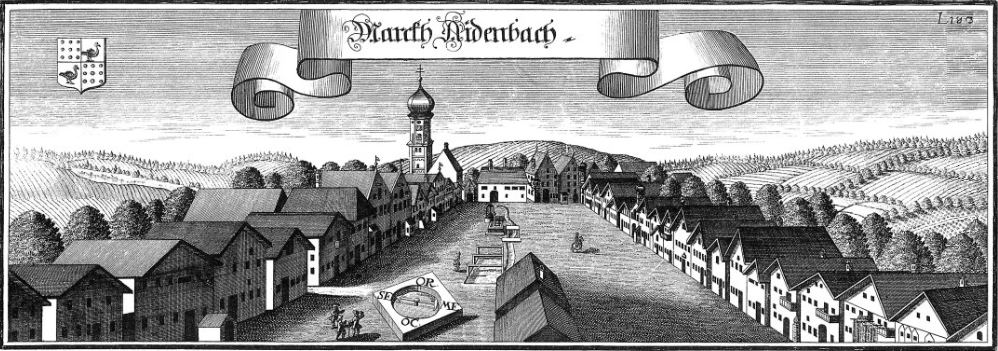
Markt Aidenbach nach einem Stich von Michael Wening (1721)

## Beschreibung
Nach der Michael Wenings Ansicht vom Markt Aidenbach liegt gegenüber der Pfarrkirche ein einstöckiges Gebäude, an das zwei zweistöckige Häuser mit einem Steildach anschließen. In diesen wird die frühere Burg Aidenbach vermutet. Aus einem dieser Häuser ist am Marktplatz 1 das Gunzingerhaus entstanden, ein Eckbau mit einem Eckerker und einem Steilsatteldach aus der ersten Hälfte 17. Jahrhundert.